# Колесов, Антон Николаевич
Анто́н Никола́евич Ко́лесов (31 мая 1995, Ростов-на-Дону) — российский игрок в дартс. Восьмикратный чемпион России, победитель и призёр всероссийских и международных соревнований. Участник молодёжного чемпионата мира PDC (2016) и Кубка мира WDF (2015, 2019). Мастер спорта России международного класса.

## Биография
С семи лет занимался плаванием, потом перешёл в современное пятиборье, где выполнил норматив кандидата в мастера спорта. Также занимался бегом. Закончил художественную школу. В дартс пришёл в 14 лет, когда его мать, чемпионка России Ирина Колесова открыла секцию в ростовской школе №50.
Учился в училище олимпийского резерва. Окончил Донской государственный технический университет по специальности «Техносферная безопасность» (бакалавриат), также имеет педагогическое образование. В годы обучения был участником всероссийского бала «Звёзды студенческого спорта».
Работает детским тренером. Является вице-президентом федерации дартса Ростова-на-Дону.

## Карьера в дартсе
В 2016 году стал чемпионом России в личном разряде. Многие СМИ посчитали его самым молодым чемпионом России, однако это мнение ошибочно.
В качестве капитана приводил сборную Ростовской области к победам на командных чемпионатах России (2015, 2021 и 2022).
В 2017 году принял участие в командном чемпионате Европы по электронному дартсу. Уступив в финале хорватам, национальная команда заняла второе место. В её состав, кроме Колесова, вошли Борис Кольцов, Роман Обухов, Александр Шевель, Александр Орешкин, Илья Волохин, Кирилл Фадеев и Алексей Пигарев.
В 2021 году стал победителям Кубка России
В разные годы возглавлял рейтинг федерации дартса России
Дважды играл на Кубке мира по версии Всемирной федерации дартса. В 2015 году в предварительном раунде проиграл немцу Франку Гассену (2:4). В 2019 году дошёл до 1/64 финала, где уступил Мирославу Петрову из Болгарии (2:4).

## Личная жизнь
Мать — Ирина Колесова, чемпионка России по дартсу, президент городской федерации дартс.
Брат Иван — дартсмен.

## Достижения

### Личные
- Вице-чемпион мира (2015, электронный дартс)
- Вице-чемпион Европы (2016, электронный дартс)
- Участник молодёжного чемпионата мира PDC (2016)
- Чемпион России (2016)
- Вице-чемпион России (2023)[9]

### Американский крикет
- Чемпион России (2015)
- Бронзовый призёр чемпионата России (2023)[10]

### Парные
- Чемпион России (2022)

### Командные
- Вице-чемпион Европы (2017, электронный дартс)
- Чемпион России (2014, 2015, 2021, 2022, 2024)
- Вице-чемпион России (2023)[11]